# Zaranga permagna
Zaranga permagna är en fjärilsart som beskrevs av Butler 1881. Zaranga permagna ingår i släktet Zaranga och familjen tandspinnare. Inga underarter finns listade i Catalogue of Life.